# Wierzejskiella vagneri
Wierzejskiella vagneri is een raderdiertjessoort uit de familie Dicranophoridae. De wetenschappelijke naam van deze soort is voor het eerst geldig gepubliceerd in 1955 door Koniar.